# Carcharhinus plumbeus
El tiburón trozo o jaquetón de Milberto, Carcharhinus plumbeus, es una especie de tiburón, de la familia Carcharhinidae, nativo de los océanos Atlántico e Indo-Pacífico. Se distingue por su aleta dorsal más alta que la segunda dorsal.

## Características

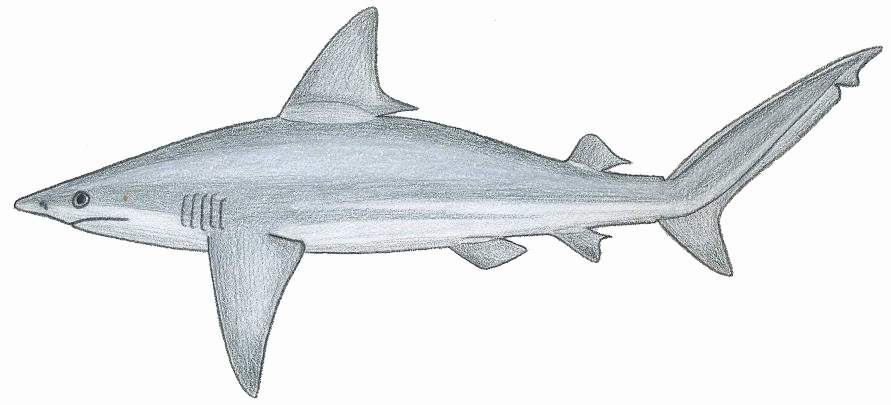
Ilustración del tiburón trozo.

El tiburón trozo también se le llama jaquetón de Milberto, tiburón Thickskin o tiburón marrón. Es uno de los más grandes tiburones costeros en el mundo, y está estrechamente relacionado con el tiburón arenero, y el tiburón sarda. Su aleta dorsal es triangular y muy alta. Este tiburón tiene el  hocico redondeado que son más cortos que el morro del tiburón promedio. Sus dientes superiores tienen en general las cúspides irregulares con bordes afilados. Su segunda aleta dorsal y aleta anal están cerca de la misma altura. Las hembras pueden llegar a 2/2.5 m, los machos de hasta 1,8 m. Su color puede variar de un azulado a un gris marrón con una de bronce, con una superficie inferior blanco o amarillo pálido. Los tiburones trozo nadan solos o se reúnen en grupos segregados por el sexo, que varían en tamaño.
El tiburón trozo se encuentra comúnmente en fondos fangosos o arenosos en aguas costeras poco profundas tales como bahías, estuarios, puertos, o las desembocaduras de los ríos, pero también nada en aguas más profundas (200 metros o más), así como zonas intermareales. Los tiburones trozo se encuentran en aguas tropicales y templadas de todo el mundo, en el oeste de Atlántico que van desde Massachusetts a Uruguay. Los juveniles son comunes y abundantes en la parte baja Bahía de Chesapeake, y las zonas de cría se encuentran en la Bahía de Delaware a Carolina del Sur. Otras zonas de cria incluyen Boncuk Bay en Marmaris, Muğla/Turquía y los Cayos de la Florida El tiburón trozo es vivíparo, con camadas de hasta 15 a 20 crias.

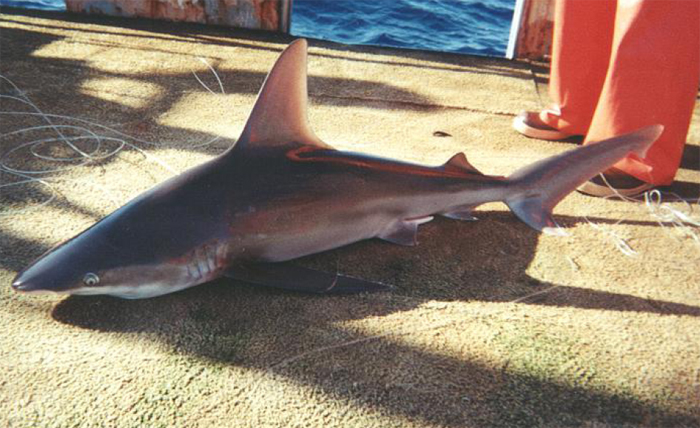
un tiburón trozo encontrado en el atlántico.